# 朱見渻
真丘荣隐王朱见渻（1485年—1517年9月8日），明朝郑简王朱祁锳庶十二子，母亲是俞氏（一作于氏），明朝唯一一代真丘王。

## 生平
弘治十年（1497年）十一月，明孝宗御奉天殿，传诏遣陽武侯薛倫、懷寧侯孫泰、會昌侯孫銘、永順伯薛勛、成安伯郭寧、廣寧伯劉佶、清平伯吳琮、武平伯陳勛、興安伯徐盛、豐潤伯曹愷、懷柔伯施瓚、武進伯朱潔、工部左侍郎曾鑑、通政使司左通政毛倫為正使，尚寶司卿楊泰、鴻臚寺左少卿孫繩、吏科左給事中魏玒、戶科給事中李祿、刑科右給事中王洧、中書舍人陳瑞、張克恭、戶部郎中張濂、王琰、兵部員外郎李浩、刑部郎中趙寬、員外郎于鳳喈、主事童琥、工部郎中張壽為副使，持節冊封朱見渻為真丘王。
弘治十七年（1504年）十二月，孝宗御奉天殿，传诏遣定西侯蔣驥、鎮遠侯顧仕隆、成安伯郭寧、懷柔伯施瓚、彰武伯楊質、武進伯朱潔、遂安伯陳鏸、彭城伯張信、宣城伯衛璋、南和伯方壽祥為正使，尚寶司司丞徐文煥、禮科給事中葛嵩、中書舍人沈銳、顧守元、鴻臚寺右寺丞吳泰、戶部員外郎高選、王崇文、禮部員外郎鄭允宣、刑部員外郎汪獲麟、行人司右司副陳璧為副使，持節冊封驛丞岳重的女兒為真丘王妃。
正德十二年（1517年）八月，朱见渻去世，明武宗輟朝一日，按例賜祭葬，谥榮隱。没有儿子，封国取消。